# متة
مشروب المتّة هو مشروب ساخن من فئة المنبهات يعود منشؤه إلى أمريكا الجنوبية حيث يحظى بشعبية في جزئها الجنوبي، كما ينتشر في كل من سوريا ولبنان وبعض المناطق في الأردن بعد أن جلبه مهاجرون عائدون من هناك.

## أصل التسمية
أتت من كلمة إسبانية توصف بها في باراغواي تعني قرعة، أو جوزة أي الكاس الذي تشرب به (mate أو متة).

## المتة (شاي الباراغوي)
(Mate (Paraguayan Tea
تتألف المتة، أو شاي الباراغوي، من أوراق شجر نخيل في أمريكا الجنوبية، بهشية أمريكية llex paraguariensis. وينمو هذا النوع من النخيل في كل من الأرجنتين والبرازيل والباراغوي والأوروغواي، إما بشكل بري أو بالزراعة الأهلية، وقد يصل في ارتفاعه إلى 8-12 مترا. ولتحضير المتة تؤخذ أوراق النخيل والسویقات وسوق الأزهار ومقدمة الفروع اليانعة ثم تحفف بعض الشيء على نار مکشوفة أو في براميل من الأسلاك المحبوكة، تتعطل أثناء عملية التقمير هذه إنزيمات الأكسيداز، ويتثبت اللون الأخضر وتتشكل رائحة المتة النوعية. يعبأ المنتج بعدئذ في أكياس أو يطحن ليصبح مسحوق ناعما (دقيق المتة) ويمكن تحضير المتة أيضا بطريقة بديلة: سلق الورقة في الماء الغالي لزمن وجيز، يلي ذلك التجفيف على سطوح دافئة ثم تفتت الأوراق إلى أجزاء خشنة بعض الشيء.
يجري تناول المتة شرابا ساخنا في البلدان التي تنمو فيها (يرفا) من يقطينة (المتة. فاكهة قرعية بصلية الشكل) (وصف شكل الوعاء الذي تشرب منه) باستخدام أنبوب معدني للمص يدعى بومبيللا أو أن تتناول بشكل المسحوق. تحرض المتة الشهية للطعام، ونظرا لاحتوائها الكافئين (0.5-1.5%) فهي من أهم أنواع النباتات المحتوية شبه القلوي التي يتناول مغليها في أمريكا الجنوبية. وتحتوي وسطيا نحو 12% بروتين خام، و 4.5% مواد ذوابة في الايثر، و 7.4% عديدات الفينول و 6% معادن. وتبلغ نسبة المادة الصلبة الكلية في أوراق المتة التي تذوب في مغلي المتة نحو الثلث، باستثناء الكافئين الذي لا يتجاوز ذوبانه 0.019-0.028% ، ويبقى نحو 50% منه مرتبط في الأوراق.

## أصل المشروب

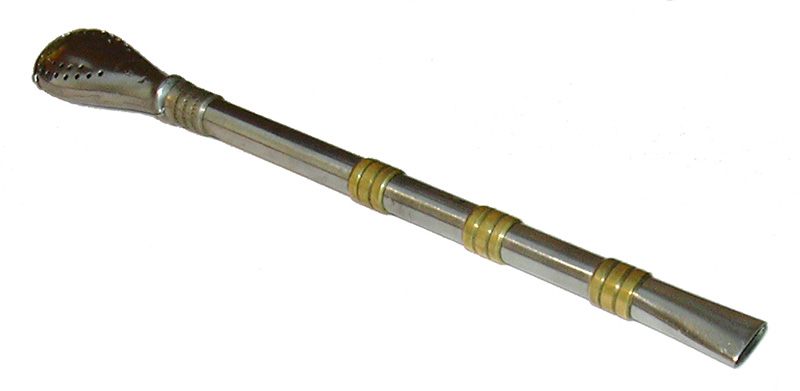
مصاصة المتة التقليدية

يعتقد الكثيرون أن أصل المشروب هو دول القارة الأمريكية الجنوبية حيث يسمى في دول القارة الأوروبية المتة أو شاي الباراغواي متة موطنه الأصلي هو الباراغواي والأرجنتين والتشيلي وهو نبات شجري دائم الخضرة يصل ارتفاعه 4-6 متر وينمو بريا كما يزرع أيضا كمحصول تجاري للاستهلاك المحلي والتصدير. حمله ويحمله معهم المغتربون العائدون إلى أوطانهم.

### أسطورتها
أول من شرب المتة هم الغوارانيّون وكانوا سكان الأرض ضمن الباراغواي وجنوب البرازيل شمال شرق الأرجنتين حالياً، إيماناً بأسطورة تقول أن آلهة القمر والغيوم نزلت إلى الأرض ذات مرة لتزورها، وبدلاً من أن يجدها الفلاحون وجدوا فهدا حاول الانقضاض عليهم، إلا أنّ شيخًا حكيمًا ساعدهم في النجاة، فكافأته الآلهة بأن أعطته "مشروب الصداقة"، وهو المتة.

## المتة في البلدان العربية
استقدمت المتة إلى بلاد الشام في مطلع القرن العشرين مع نشوء حركة الهجرة إلى أمريكا الجنوبية، حيث جلبها العائدون من هناك وانتشرت في الشام، خاصة في سوريا ولبنان. وتعتبر سوريا البلد الأكثر استهلاكاً للمتة في العالم بعد دول أمريكا الجنوبية،
ويتركز استهلاكها في منطقة جبل العرب وفي منطقة حمص ومدينة سلمية وفي الساحل السوري وريف حماه الغربي إضافة إلى بعض المناطق الداخلية مثل بعض بلدات القلمون خصوصا النبك ويبرود والرحيبة التي يوجد فيها أكثر من معمل لتعبئة المتة. أصبحت مع نهاية القرن العشرين مشروبا رسميا للعديد من المناطق وتحديدا في طرطوس وريفها وفي جبل الزاوية بريف ادلب وريف حماة. ويشرب البعض المته مع إضافة بعض الأعشاب البرية المحلية، كالزعتر والنعنع البري والزوفا.

## التركيب الكيميائي

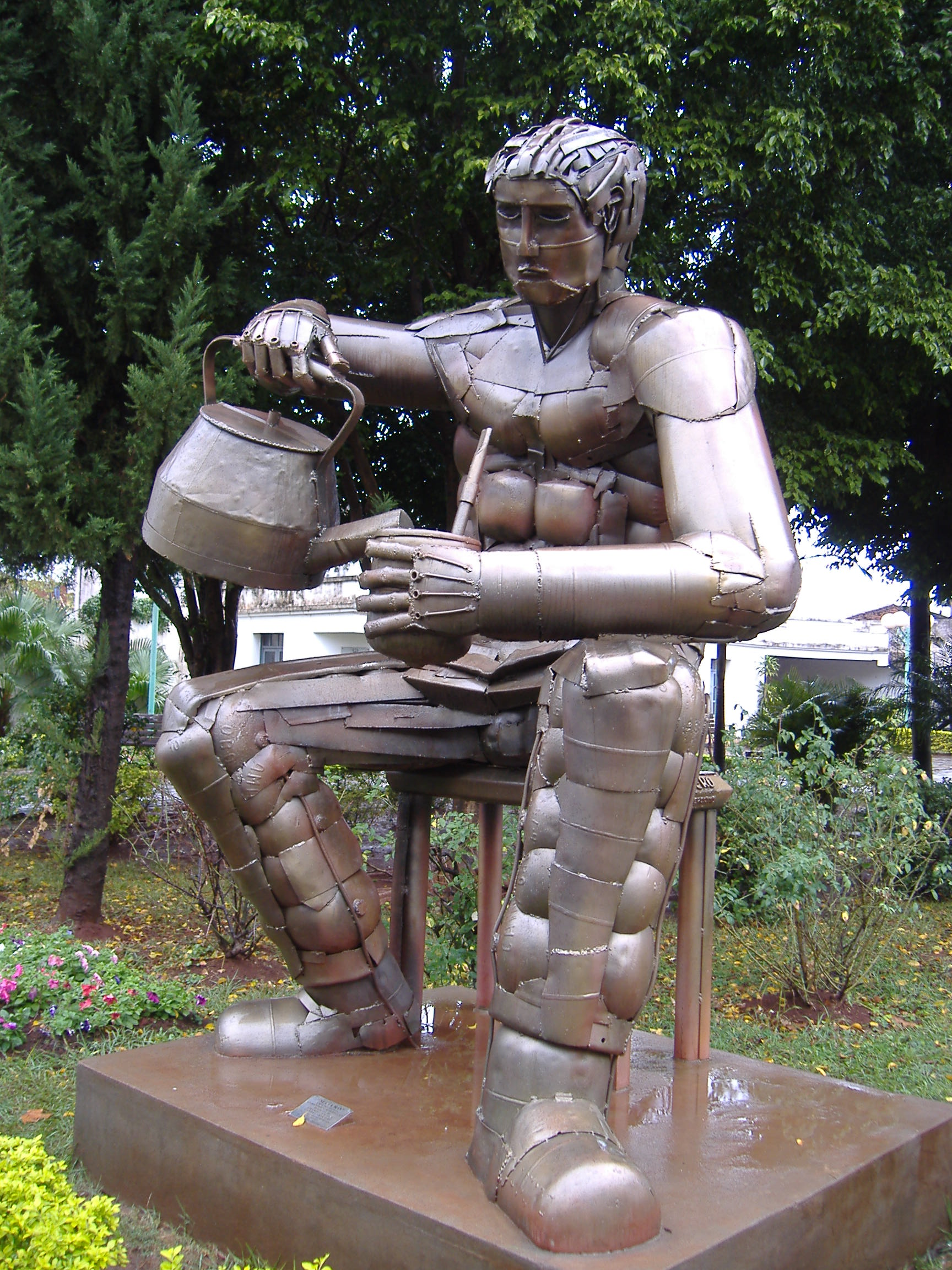
تمثال تمجيداً لشاربي المتة في الأرجنتين

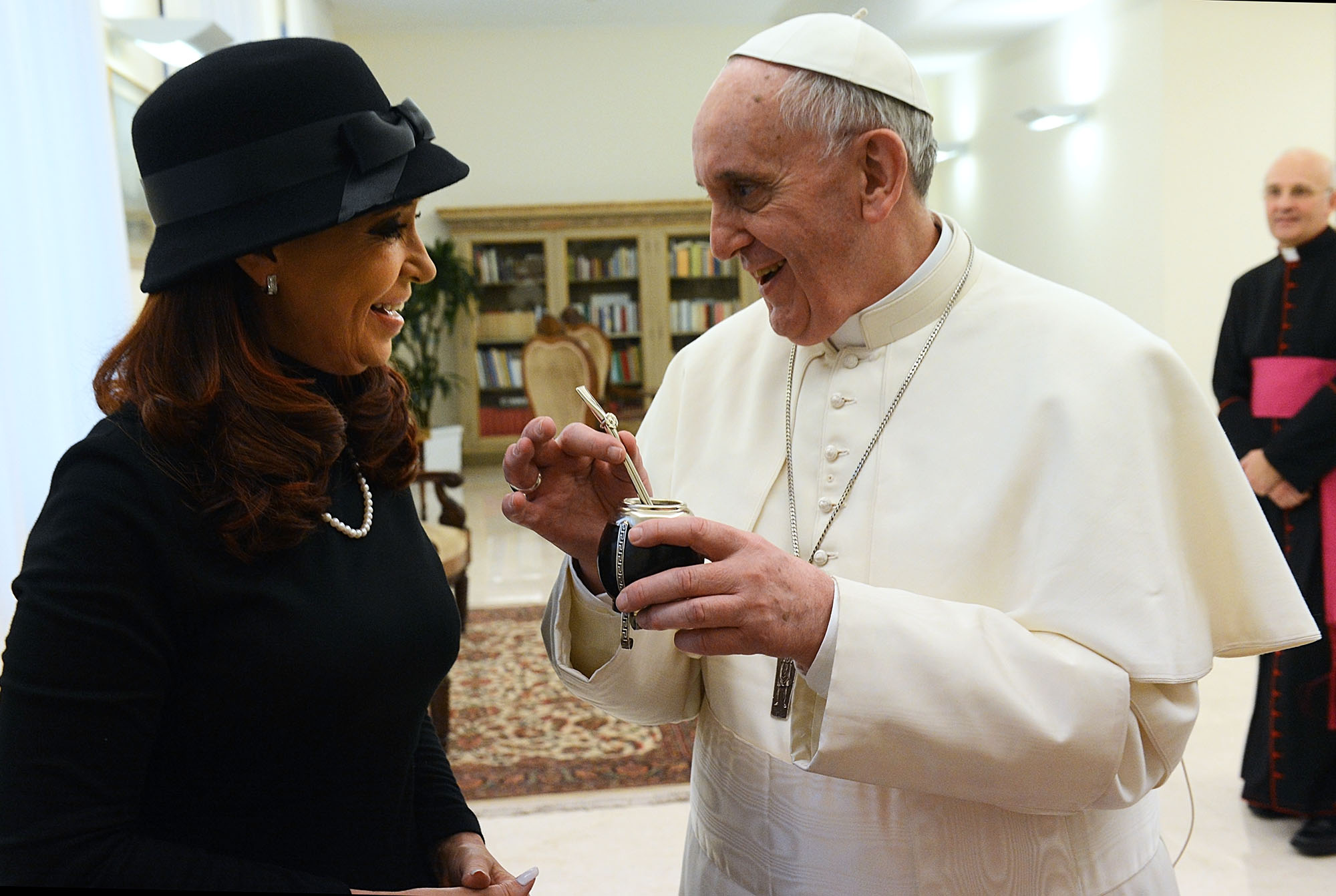
البابا فرنسيس يشرب المتة مع كريستينا فرنانديز دوكيرشيني

1. كافين: كافيين 1-1.5 %
2. تنيك 7-11 %
3. بوتاسيوم: بوتاسيوم 1.10: %
4. مغنيزيوم: مغنسيوم 0.36 %
5. صوديوم: Sodium]] 0.12]] %
6. فوسفور: Phosphorous 0.069 %
7. فيتامين ب1: فيتامين ب1 0.0004 %
8. فيتامين ب2: فيتامين ب2 0.00078 %
9. فيتامين سي: فيتامين سي 0.0013 %
10. كالسيوم: 0.0065 %
11. نياسين: نياسين 0.0014 %

## خصائص أخرى

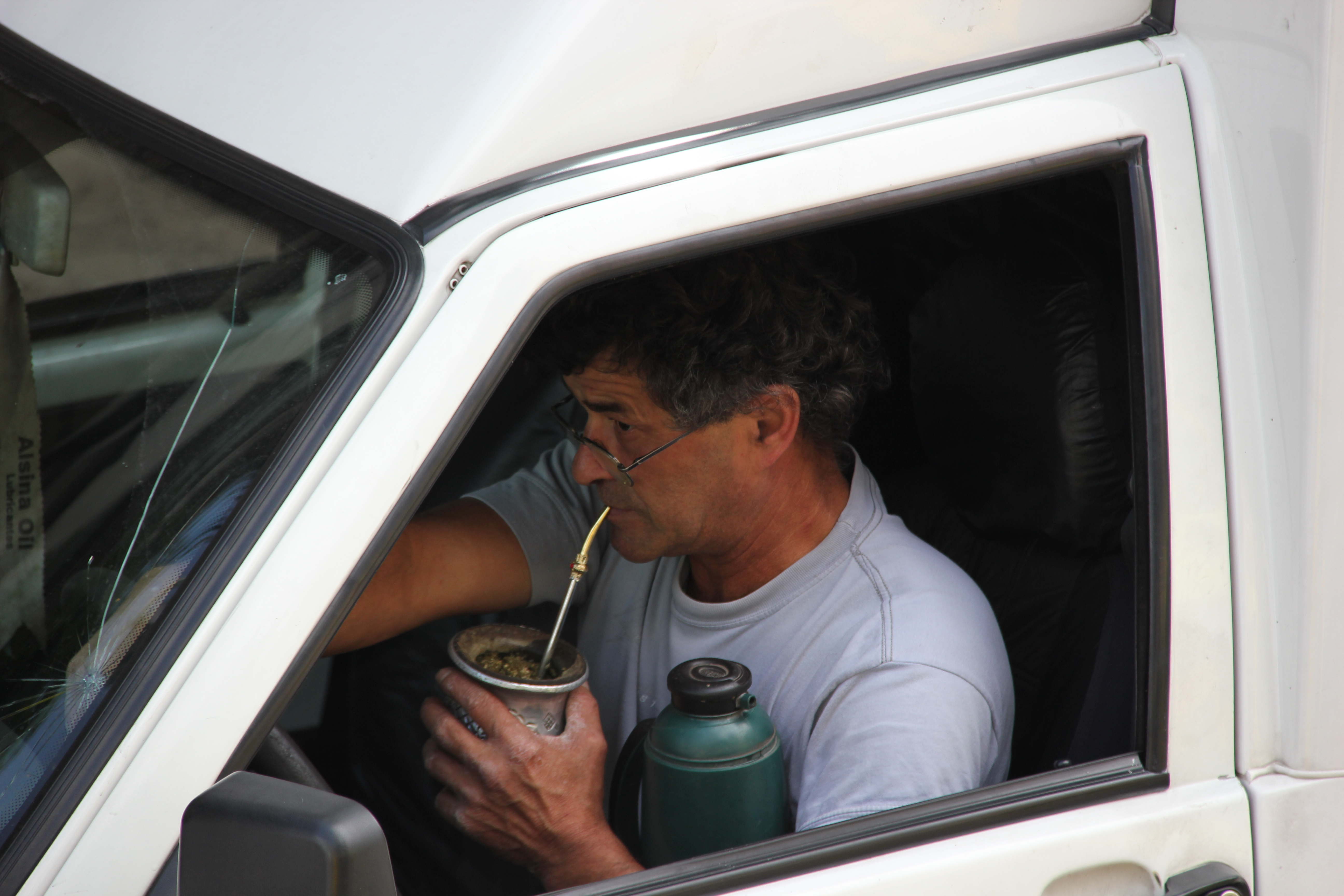
رجل يشرب المتة في بونيس آيرس

تحتوي المتة على فيتامين ب وفيتامين ج، وعلى بوليفينول، ولديها قدرة مضادة للأكسدة أعلى قليلًا من الشاي الأخضر. في المتوسط، شاي المتة يحتوي على 92 ملغ من حمض الكلوروجينيك المضاد للأكسدة لكل غرام من الأوراق الجافة، وليس كيتشينز، كذلك محتوى المتة من مضادات الأكسدة مختلفة بصورة نوعيّة عنها في أنواع الشاي الأخرى.

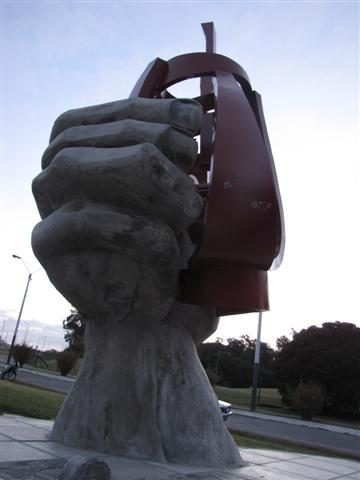
تمثال لقبضة يد تمسك كأس المتة في البارغواي

## تصنيع وتداول المتة
3-1 خطوات تصنيع المتة:

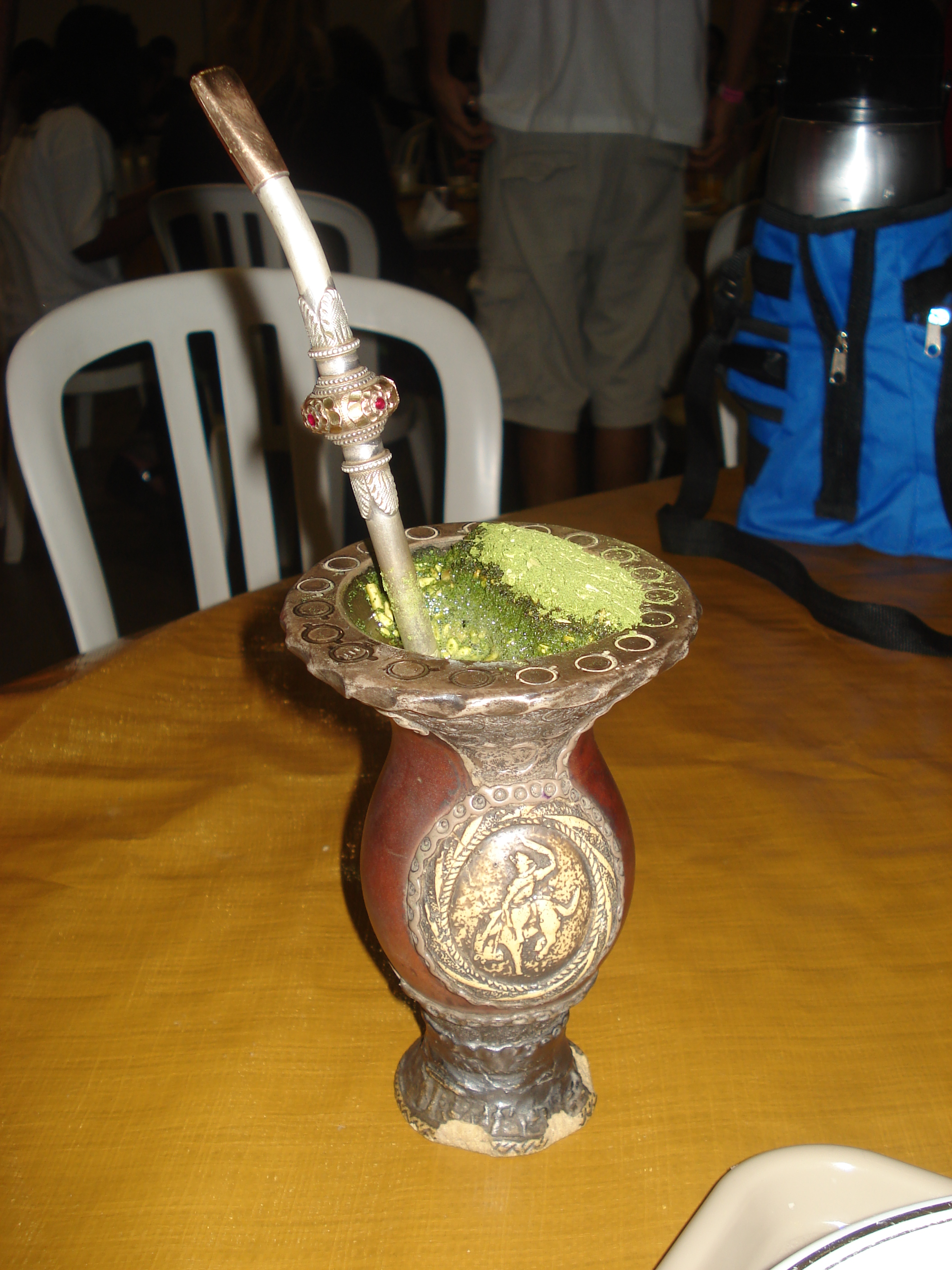
متة برازيلية تقليدية «شيمارو»

تشمل عملية تصنيع المتة الخطوات المتسلسلة التالية
1- القطاف:
تقطع الأغصان الصغيرة المملوءة بالأوراق الغضة بلطف من الأشجار ذات الأعمار 4-5 سنوات وذلك خلال شهري حزيران وتموز. توضع أغصان المتة المقطوعة في أكياس قماشية كبيرة ويتم وزنها مباشرة ويوضع على كل كيس قسيمة مكتوب عليها (وزن الكيس، اسم الغابة أو الحقل التي جاءت منها، تاريخ الحصاد).
تحصد أوراق شجيرة المتة بطريقة التشليح بواسطة حصادات خاصة ويوضح الشكل التالي عملية الحصاد لأوراق المتة.
2-التعرض للحرارة:
تتم هذه المرحلة بعد عملية الحصاد في مجففات اسطوانية والتي تسمى في الأرجنتين سيكاديرو. وهو عبارة عن مجفف طويل حتى 45 م.
تعرض الأغصان للحرارة بهدف تثبيط عمل الأنزيمات التي لو بقيت فسوف تؤكسد الأوراق وتغير لونها وخلال هذه العملية فإن الأوراق ستجف جزئيا حيث تفقد 20%من وزنها.
3- التجفيف:
يجب أن تجري هذه العملية مباشرة بعد التعريض الحراري والهدف منها تبخير الرطوبة المتبقية في الأوراق بحيث لا يبقى منها إلا القليل وقد تتم هذه العملية إما شمسياً أو صناعياً.
تفصل الأوراق الجافة من الأغصان وتعبأ بعد ذلك في شوالات من الخيش البلاستيكي وتوضع في مستودعات معتدلة حرارية لمدة (8-12 شهر) حيث تسمى هذه الفترة الترقيد والتي تكسب المتة النكهة المميزة.
4- الطحن:
بعد فترة الترقيد السابقة تفرم أوراق المتة بشكل جزئي وتحضر للتصدير حيث تمرر الأوراق خلال مطحنة ذات أسنان تعمل على تقطيعها إلى الأحجام المرغوبة وينخل الناتج لاستبعاد بقايا الأعواد والشوائب إن وجدت.
5- التعبئة:
يعبأ الناتج ضمن عبوات كرتونية بأوزان ثابتة وتغلق جيداً.
3-2 شروط تخزين وتداول المتة في سوريا:
تم الحصول على هذه المعلومات من خلال الزيارة التي قمنا بها إلى مستودعات تعبئة وتخزين المتة في يبرود حيث تم التعرف على أقسام التعبئة والتخزين والإيضاحات التي سنعرضها فيما يلي:
تستورد المتة من الأرجنتين في شوالات سعة 50 kg (كيس مضاعف من الخيش البلاستيكي الصحي) حيث تعبأ في حاويات من أماكن تحضيرها في الأرجنتين إلى أرض المعمل مباشرة ولا تفتح هذه الحاويات إلا في الميناء لأخذ عينات للفحص. تصل المتة إلى سوريا مطحونة طحنة أولى. وبرطوبة من5.5-7%.
بعد وصول المتة إلى المعمل (مخازن التحضير) تجفف إلى نسبة رطوبة 3-5.5% وتخزن في مستودعات التخزين بدرجة حرارة المخزن ورطوبته النسبية حيث يكون المناخ قليل الرطوبة ودرجات الحرارة المعتدلة ملائمة لتخزينها.
يتم بعد ذلك طحن المتة وذلك حسب المنطقة التي تستهلكها حيث تختلف درجة النعومة من منطقة إلى أخرى حسب الطلب.
- ففي منطقة السويداء والقلمون (ريف دمشق) يفضل النوع الناعم.
- حمص والمنطقة الساحل يفضل النوع الخشن.
تعبأ بعد ذلك في عبوات سعة 1/4kgوتتألف العبوات من ثلاث طبقات:
- بولي بروبلين أولى.
- ورق وسطى.
- بولي بروبلين أخيرة.
تكون المتة صالحة للاستهلاك خلال سنتين من تاريخ التعبئة هذا ويشار إلى أن سوريا تستهلك حوالي 2500 طن سنوياً من المتة والتي تعتبر من أكثر المشروبات استهلاكاً خاصة في بعض المحافظات السورية مثل (السويداء– ريف دمشق – اللاذقية – طرطوس – حمص – ادلب - ريف حماة).
3-3 أنواع المتة الموجودة في السوق المحلية:
توجد في السوق السورية عدة أنواع من المتة:
- Yerba mate Pipore: تعبئة يبرود سوريا وتعتبر من النوع الناعم الممتاز.
- Cruz De malta: تعبئة الأرجنتين وتعتبر من النوع الأول والخشن.
- Kharta خارطة: تعبئة يبرود سوريا وتعتبر من النوع الخشن الممتاز.
- Rosario: تعبئة الأرجنتين.
- Taraguy تارغواي: تعبئة الأرجنتين وتعتبر من النوع الناعم الممتاز.
- Amanda أماندا: تعبئة يبرود سوريا وتعتبر من النوع الناعم الأول.
وتختلف المتة حسب مناطق زراعتها في بلد المنشـأ:
- الببوري تزرع بعلاً في المناطق الجبلية.
- أما الخارطة والأماندا تزرعان رياً في المناطق السهلية.
- أما التاراغوي تزرع بعلاً في المناطق الجبلية.
3-5 بعض الإحصاءات المتعلقة بالمتة:
يقدر إنتاج المتة سنوياً بحوالي 300000طن تتركز بشكل رئيسي في دول أميركا الجنوبية:
- الأرجنتين حوالي 100000 طن حيث تعتبر المنتج والمستهلك الأول في العالم. وتنتج أفضل أنواع المتة وهي من حقول المتة المزروعة والمعتنى بها بشكل جيد وليست من الأشجار البرية.
- الأورغواي حوالي 18000 طن.
- تشيلي حوالي 7000 طن.
تصدر كميات كبيرة منها إلى أوروبا وبعض الدول العربية (سوريا – لبنان – فلسطين) بشكل خاص.ويوجد أكثر من 200 نوع من المتة تباع في الأرجنتين حيث يبلغ استهلاك المتة حوالي 5 كغ للفرد سنوياً في الأرجنتين أما في الأورغواي 6-8 كغ للفرد سنوياً